# 大溪地語
大溪地語（Reo Tahiti）是通行於法屬玻里尼西亞社會群島一帶的原住民語言。它屬於東玻里尼西亞語言並與其他通行於法屬玻里尼西亞的語言，如馬克薩斯語、土阿莫土語、芒阿雷瓦語和南方語等，具有密切的關係。此外此語言亦與库克群岛毛利语、紐西蘭毛利語和夏威夷語等有親緣關係。
大溪地語本為口說語言，伦敦会傳教士在19世紀早期時率先制定大溪地語的書寫方式。

## 現況
在法屬玻里尼西亞，大溪地語乃（玻里尼西亞）原住民語言（reo mā’ohi）中最重要的
以下數種語言為其他的(法屬玻里尼西亞)原住民語言：
- 土阿莫土語（英语：Tuamotuan language）(reo Pa'umotu)，有語言人口四千人，有七個方言[來源請求]，通行於土阿莫土群岛；
- 馬克薩斯語（英语：Marquesan language），語言人口八千人，通行於馬克薩斯群島，可細分成西北馬克薩斯話('eo enana)和東南馬克薩斯話('eo enata)
- 南方语（英语：Austral language）：在南方群岛有語言人口三千人；
- 拉帕语（英语：Rapa language）：在拉帕岛有語言人口四百人；
- 賴瓦瓦埃語：在南方群岛有語言人口九百人；
- 芒阿雷瓦語（英语：Mangareva language），通行於甘比爾群島(Gambier Islands)，使用者約有600人。

## 歷史

### 早期
當歐洲人在十八世紀晚期初次來到大溪地時，大溪地語沒有任何的書寫系統，它是一個純粹口說的語言。在1797年，新教傳教士乘坐船長為詹姆士‧威爾森(James Wison)的英國船Duff號，來到大溪地，其中有一名名叫亨利‧諾特(Henry Nott，生卒年1774-1844)的傳教士學了大溪地語，並和大溪地王波馬雷二世(Pōmare II)合作將英語聖經翻譯成大溪地語。大溪地語聖經使用一個有五母音和九子音的書寫系統，而這本大溪地語聖經也成為許多波里尼西亞人學習閱讀和書寫時的參考依據。

## 發音與字母
大溪地語的音素很少，若不計入長母音和雙母音，它只有五個元音和九個輔音。
值得注意的是，大溪地語中並沒有常見的軟顎塞音，如/k/。
| 字母 | 名稱 | 發音      | 發音          | 腳註                                       |
| 字母 | 名稱 | 國際音標  | 漢語 近似發音 | 腳註                                       |
| ---- | ---- | --------- | ------------- | ------------------------------------------ |
| a    | 'ā   | /a/, /ɑː/ | ㄚ            |                                            |
| e    | 'ē   | /e/, /eː/ | ㄝ            |                                            |
| f    | fā   | /f/       | ㄈ            | 在o與u後方變為雙唇音[ɸ]                    |
| h    | hē   | /h/       |               | 在i後方及o與u前方變為[ʃ]的音               |
| i    | 'ī   | /i/, /iː/ | ㄧ            | 在rahi等一些字中，此音的發音會變為雙母音ai |
| m    | mō   | /m/       | ㄇ            |                                            |
| n    | nū   | /n/       | ㄋ            |                                            |
| o    | 'ō   | /ɔ/, /oː/ | ㄛ            |                                            |
| p    | pī   | /p/       | ㄅ            | 不送氣清音                                 |
| r    | rō   | /r/       | -             | 齒齦顫音                                   |
| t    | tī   | /t/       | ㄉ            | 不送氣清音                                 |
| u    | 'ū   | /u/, /uː/ | ㄨ            | 此音圓唇度高                               |
| v    | vī   | /v/       |               | 在o與u後方變為雙唇音([β])                  |
| '    | 'eta | /ʔ/       |               | 音節開頭之喉塞音                           |

喉塞音或所謂的'eta，是真正的子音。（不熟悉大溪地語的人可能會將此音的符號誤作某種標點符號）這在玻里尼西亞語言中是正常的。（可將之與夏威夷語的ʻokina和其他類似的東西做比較（；然在大溪地語中，表喉塞音的字母是很少寫出的，且假如寫出的話，人們長將之寫成直的撇号'而非彎曲的撇号。字典中根據字母的排序常忽略喉塞音的存在。固然地，除了在i'a(意即「魚」)等少數的字眼中之外，大溪地語的喉音通常很弱，因此未受過訓練的非母語使用者常會將之忽略。
大溪地語在發音上區別長短母音，長母音以長音符號或所謂的tārava標示。
像例如pāto的含意為「採、摘、撿」等；而pato的含意則為「爆發」，這兩個詞只藉由其母音的長短來區辨，然而即使如此，長音符號依舊是很少標出的。
另外尚有一個名叫toro 'a'ï的符號，這是一個用於i上的分音符，但它只用於ïa這個詞表返身代名詞的狀況，並不表示字母有不同的發音。
儘管'eta和tārava的用法與其他玻里尼西亞語言中相似符號的用法相當，它為地方政府所用並為大溪地學院(l'Académie Tahitienne)所推廣。此外尚有其他多種表明這些東西的方法，其中的一些方法是過去使用而現在不使用的。這可能會使得某些東西的用法變得不清不處的。(相關內容可點此見（页面存档备份，存于）)。現今大溪地學院依舊未決定'eta當是一個小的、普通的、彎曲的逗號(ʼ)或當是一個小的、反轉的、彎曲的逗號(ʻ)。
就如許多玻里尼西亞的語言一般，大溪地語的所有音節皆為開音節；就形態學來看，大溪地語大量使用虛詞（像介詞、冠詞和質詞等）表達語法上的含義。大溪地語是個分析語，唯其人稱代詞有單數、雙數和眾數的區別存在。

## 語法

### 人稱代詞
就如許多南島語系的語言一般，大溪地語的第一人稱代詞有排除形(不包含聽者)和包含形(包含聽者)之別，同時大溪地語的人稱代詞有單數、雙數和眾數的形式存在。
以下為大溪地語之人稱代詞與其使用範例

#### 單數
- Au(在元音a, o, u後為Vau )之意為「我」
'Ua 'amu vau i te i'a.─我吃了魚
E haere au i te fare ha'api'ira'a ananahi─我明天會去學校
- 'oe之意為「你」
'Ua 'amu 'oe i te i'a.─你吃了魚
'Ua fa'a'ino 'oe i tō mātou pere'o'o.─你弄壞了我們的車子
- 'ōna/'oia之意為「他」
'Ua 'amu 'ōna i te i'a.─他吃了魚
Nō te aha 'ōna i haere mai ai ?─為何他在此/來此
'Aita 'ōna i 'ō nei.─他不在此

#### 雙數
- Tāua之意為「我倆/你和我(包含聽者)」
'Ua 'amu tāua i te i'a─我倆(你與我)吃了魚
Haere tāua.─我們走
'O tō tāua hoa tē tae mai ra.─你與我的朋友到了

- Māua之意為「我倆(不包含聽者)」
'Ua 'amu māua i te i'a.-我倆吃了魚
E ho'i māua Titaua i te fare.-Titaua和我兩人正回到家中
Nō māua terā 'are.-這是我倆的房子

- 'ōrua之意為「你倆」
'Ua 'amu 'ōrua i te i'a.-你們倆吃了於魚
Haere 'ōrua-你們倆走
Nā 'ōrua teie puta.-這本書屬你倆共有

- Rāua之意為「他們倆」
'Ua 'amu rāua i te i'a. –  他們倆吃了魚
Nō hea mai rāua ? – 他倆在哪？
'O rāua Haruhi tei noho i te fare –  他與春日兩人待在家裡。

#### 眾數
- Tātou之意為「我們(包含聽者)/你們和我們」
'O vai tā tātou e tīa'i nei? – 我們在期待誰？
E mā'a fa'ahou nā tātou.  –  我們有更多食物

- Mātou之意為「我們(不包含聽者)」
'O mātou Haruhi tei haere mai. – 我們和春日一起來的。
'Ua 'ite mai 'oe ia mātou – 你看見了我們

- 'outou之意為「你們」
'A haere atu 'outou, e pe'e atu vau. – 你們去，我正要來。
O 'outou 'o vai mā i haere ai i te tautai ?  – 誰和你們一起去釣魚的？

- Rātou之意為「他們」
'Ua pe'ape'a rātou Haruhi. – 他們與春日吵架。
Nō rātou te pupu pūai. –  他們有著最強力的隊伍。

### 語序
大溪地語的基本語序為VSO，就如許多玻里尼西亞語言一般。如以下數例所示：
- tē tāmā'a nei au
[現在持續體標記] 吃 [現在持續體標記] 我
我正在吃
- 'ua tāpū vau 'i te vahie
[完成體標記] 切 我 [受詞標記] [冠詞] 木頭
我劈了材
- 'ua hohoni hia 'oia e te 'ūrī
[完成體標記] 咬 [被動態標記] 他 被 [冠詞] 狗
他被狗給咬了
- e mea marō te ha'ari
是 東西 乾 [冠詞] 椰子
椰子是乾的
- e ta'ata pūai 'oia
是 男人 強壯 他
他是個強壯的男人

### 冠詞

#### 定冠詞
可用作定冠詞，在對話中亦可能用作不定冠詞:p.9。
定冠詞用法如下所示：
- te fare – 那房子
- te tāne – 那男人

定冠詞te的眾數形為te mau，如下例所示：
- te mau fare – 那些房子
- te mau tāne – 那些男人

此外，te亦可能用以表明眾數，如下所示：
- te ta'ata其意可能為「那人」或「那些人」

#### 不定冠詞
大溪地語的不定冠詞為te hō'e，其用法如下：
- te hō'e fare – 一棟房子

#### ʻO
ʻo這個冠詞與專有名詞或代詞連用，其意可大致譯為「是」。
以下為其使用例：
- ʻO Tahiti─(是)大溪地
- ʻO rātou─(是)他們

#### ʻE
ʻe這個冠詞的用途與ʻo相似，唯其用於普通名詞之上。
以下為其使用例：
- ʻe ta'ata─(是)個人
- ʻ e vahine─(是)個女人
- ʻe mau vahine─(一眾)女人

### 體和語氣標明
大溪地語中，體和語氣是很重要的，它們藉由自身不產生變化的動詞之前或之後的標記來指明，以下為一些重要的範例：
- e用以表示未終止的動作或狀態，如下所示：

E hīmene Haruhi anapō，其各成份分別為「將會 唱 春日 今晚」，翻譯可作「春日將會在今晚唱歌。」
- 'ua用以表示一個終止的動作或與先前的狀態不同的狀態，或令人吃驚的狀況，如下所示：

 'Ua riri au，其各成份分別為「(體和語氣標明) 不開心 我」，翻譯可作「我不開心」
- tē ... nei用以表示進行體，如下所示：

Tē tanu nei au i te taro，其各成份分別為「(正在) 種 (體和語氣標明II) 我 (直接受詞標明) (定冠詞) 芋」，翻譯可作「我正在種芋頭」
- e ... ana用以表示習慣性的動作或狀態，如下所示：

E tāere ana 'ōna，其各成份分別為「總是 是 遲到 他」，翻譯可作「他總是遲到」
- i ... nei用以表示一個完結的動作或過去的狀態，如下所示：

'I fānau hia 'oia i Tahiti nei，其各成份分別為「過去 出生 她 在 大溪地 (體和語氣標明II)」，翻譯可作「她出生於大溪地」
- i ... iho nei用以表示一個剛剛完成的動作，如下所示：

I tae mai iho nei 'ōna之意為「他才剛來」
- 'ia用以表示希望、欲望、假設或條件，如下所示：

 'Ia vave mai!之意為「快一點！」
- 'a用以表示命令或必須的動作，如下所示：

 'A pi'o 'oe i raro!之意為「彎腰！」
- 'eiaha, 'īaha用以表示否定命令形，如下所示：

 'Eiaha e parau!之意為「別說話！」
- 'ahiri, 'ahani用以表示條件或猜想的狀況，如下所示：

 'Ahiri te pahī i ta'ahuri, 'ua pohe pau roa īa tātou之意為「若船翻覆的話，我們都會死的。」
- 'aita用以表示否定，如下所示：

 'Aita vau e ho'i mai之意為「我不會回來的」

## 單詞

### 一些常用的大溪地語單詞和片語
| 大溪地語                 | 漢語       |
| ------------------------ | ---------- |
| ʻIa ora na               | 問候       |
| Haere mai, maeva, mānava | 歡迎       |
| pārahi                   | 再見       |
| nana                     | 再見、掰掰 |
| ʻĒ                       | 是         |
| ʻAita                    | 不是       |
| māuruuru roa             | 非常感謝你 |
| māuruuru                 | 謝謝       |
| ʻE aha te huru?          | 你好嗎？   |
| maita'i                  | 很好       |
| maita'i roa              | 非常好     |
| tāne                     | 男人       |
| vahine                   | 女人       |
| fenua                    | 土地       |
| ra'i                     | 天空       |
| vai                      | 水         |
| auahi                    | 火         |
| ʻamu                     | 吃         |
| inu                      | 喝         |
| pō                       | 晚上       |
| mahana                   | 日子/太陽  |
| moana                    | 海洋       |

## 避諱
在玻里尼西亞的許多地方，重要領導人的名字被認為是神聖的(至今有時依舊如此，詳情可見Tapu)，並因此對之需有一些適當的敬重(mana)。為了避免冒犯，任何類似一個名字的字眼都不可使用，並直到該人死去為止，都需以一個含義相似的詞來代替被禁止使用的字眼。然若一個領袖碰巧活得非常長命的話，這暫時性的替代用法，可能會變成永久性的。這種避開重要領導人名諱的作法，在大溪地語當中稱為pi'i。
在玻里尼西亞的其他地區，tū或其他同源的字之意為「站立」，但在大溪地語中，該字被以tiʻa取代，因為原本的詞根變成了波马雷一世這位國王的名字中Tū-nui-ʻēʻa-i-te-atua的部份；相似地，fetū這個意指「星星」的字眼，在大溪地語中為fetiʻa所取代；而aratū這個意指「柱子」的字眼，也為aratiʻa所取代。
儘管nui(意即「大的」)依舊出現於像Tahiti-nui等合成詞中，一般用以指稱「大」的字眼為rahi(此詞在玻里尼西亞語言中是個指稱「大」的常見字眼)；此外，ʻēʻa這個詞也不再使用，並為purūmu或porōmu取而代之，在現今，ʻēʻa之意為「路徑」，而purūmu之意則為「道路」。
Tū也有個暱稱，叫做Pō-mare (字面含意為「夜咳」)，波馬雷一世的王朝也因此而得名，也因此pō (意即「夜晚」)這個字曾一度為ruʻi所取代(然今日ruʻi只用於聖經中，pō這個字根今日又重新變成了日常用語的單詞)；而mare (字面之意為「咳嗽」)則已不可逆地為hota所取代。
其他範例如下：
- vai(意即「水」)為 pape所取代，並可見於Papeari、Papenoʻo、Papeʻete等名稱中。
- moe(意即「睡」)為taʻoto(其原始含意為「躺下」)所取代。

一些舊式的單詞依舊用於背風群島一帶。

### 引用
1. ↑  SIL International. . Ethnologue.   [2024-10-20]. （原始内容存档于2017-10-11）.
2. ↑   correspond to "languages of natives from French Polynesia," and may in principle designate any of the seven indigenous languages spoken in French Polynesia. The Tahitian language specifically is called  (See Charpentier & François 2015: 106).
3. ↑  . Académie Tahitienne.   [2010-08-01]. （原始内容存档于2011-07-19） （法语）.
4. ↑  見Charpentier & François (2015)
5. 1 2  Tryon, Darrell T. . University of California Press. 1970  [2010-08-01]. ISBN 0520016009. （原始内容存档于2012-11-03）.ISBN 9780520016002

## 外部連結
- Tahitian–English dictionary
- Tahitian Swadesh list of basic vocabulary words（页面存档备份，存于） (源自英語維基詞典的Swadesh-list appendix（页面存档备份，存于）)
- Académie Tahitienne – Fare Vāna’a（页面存档备份，存于）
- Puna Reo – Cultural Association, English section too